# Armin Geißler
Armin Geißler (* 1. Juli 1965) ist ein österreichischer Politiker der Sozialdemokratischen Partei Österreichs (SPÖ). Von Oktober 2019 bis April 2023 war er Abgeordneter zum Kärntner Landtag.

## Leben
Armin Geißler lebt in Sankt Georgen im Lavanttal, ist Betriebsratsvorsitzender der Steiner Bau GesmbH und für die Fraktion Sozialdemokratischer GewerkschafterInnen (FSG) Kammerrat der Arbeiterkammer Kärnten.
Am 24. Oktober 2019 wurde er in der 32. Gesetzgebungsperiode als Abgeordneter zum Kärntner Landtag angelobt, wo er dem Ausschuss für ländlichen Raum und Infrastruktur, dem Ausschuss für Wirtschaft, Tourismus und Mobilität, dem Ausschuss für Wohnbau, Arbeit und Technologie sowie dem Ausschuss für Wasserwirtschaft, Öffentliches Wassergut und Hydrographie angehört. Er rückte für Klaus Köchl nach, der in den Nationalrat wechselte. Zuvor war Geißler Ersatzmitglied des Bundesrates für Bundesrat Ingo Appé.
Im Jänner 2022 wurde er als Nachfolger von Wolfgang Knes zum ÖGB-Vorsitzenden in der Region Wolfsberg/Völkermarkt gewählt. Nach der Landtagswahl in Kärnten 2023 schied er aus dem Landtag aus.